# Zing! (televisieprogramma)
Zing! is een televisieprogramma van de EO, waarin koren en zanggroepen strijden om de titel 'Beste zanggroep van Nederland'.

## Seizoen 1
Het eerste seizoen werd tussen mei en juli 2023 uitgezonden en gepresenteerd door Giovanca Ostiana en Anne-Mar Zwart. In het programma nemen zanggroepen het tegen elkaar op. Ze worden hierbij begeleid door mentoren Glen Faria (seizoen 1) Tania Kross en Roel van Velzen.
Blueprint, Snowe en Hemelwaters haalden de finale. Snowe werd derde, Blueprint werd tweede en Hemelwaters wist uiteindelijk de winst te behalen.

## Seizoen 2
Tussen zaterdag 9 november en 21 december 2024 is het tweede seizoen uitgezonden. Het programma is dit seizoen kleiner opgezet. Ostiana presenteert dit seizoen zonder Zwart en zit daarnaast in de jury. Ze neemt daarbij de plaats van Faria in. De coachsessies door de mentoren zijn vervallen, waardoor de afleveringen nog maar 45 minuten zijn, in plaats van 70. Bovendien duurt het seizoen maar zes afleveringen, waarbij de laatste aflevering een finale was met de winnaars van de vijf eerdere afleveringen. 
Popkoor Repeat won het tweede seizoen., 5Directions werd tweede. De andere finalisten waren SoulSisters, Phoenix Vocals en Zinge!-Teens. 